# Pierre Charby
 (mars 2023).
Pour les articles homonymes, voir Charby et Charbit.
Pierre Charby (de son vrai nom Pierre Charbit) est un chanteur français des années 1970-1980 né le 15 novembre 1940 à Meknès au Maroc.
Il participe à la sélection française du Concours Eurovision de la chanson 1977, mais n'est pas retenu.

## Biographie
Pierre Charby est né à Meknès au Maroc, de parents commerçants en chaussures. Aîné de 3 enfants, il découvre le piano à 7 ans. Professeur d'anglais pendant 3 ans, il rejoint Paris pour se lancer dans la chanson. Peu de temps après, en 1972, il rencontre Mya Simille et Michel Delancray, qui deviendront auteurs et compositeurs de la plupart de ses chansons. Ces derniers lui proposent d'enregistrer une chanson, Oh Marie Maria, réputée inchantable après plusieurs essais. Dans la tessiture de Pierre Charby, elle devient sa première chanson et son premier succès.
Il remporte en 1972, avec Oh Marie Maria, le Grand Prix des DJ de France organisé à Bobino, se classe dans les cinq meilleures places de tous les hit-parades, et le disque se vend à plus de 300.000 exemplaires. Il devient vite l'un des tubes de l'été.
Mais c'est en 1973 que sa carrière explose, avec une chanson qu'il a écrite en hommage aux Platters, You. N°1 en France et dans 32 pays, le titre est vendu à plus de 5 millions d'exemplaires et obtient 10 disques d'or. Il reste N°1 dans tous les hit-parades de juin à décembre, un record. C'est lui qui fait avec sa voix une imitation du saxo-soprano. Il s'agit de son plus grand tube, qui est le plus gros succès commercial de l'été 1973 et l'un des plus grands slows des années 1970. Pierre Charby est désormais un chanteur très populaire auprès de la gent féminine.
En juin 1973, à la suite du succès de ses premières chansons, il part en tournée avec le Tour de France de la chanson, accompagné par trente-cinq musiciens et présenté par Guy Lux et Albert Raisner. Le coup d'envoi est donné à L'Olympia.
Il enchaîne ensuite les succès, notamment avec quatre chansons qui se classent n°1, L'amour fou, Nous, Ce n'est qu'un au revoir my love et Si tu entends ma mélodie, entre fin 1973 et 1974. Quatre disques d'or supplémentaires...
Le 31 août 1974, l'Opéra de Toulon le consacre en tête d'affiche, et il se produit le lendemain à l'Olympia de Paris, en première partie d'un groupe de 3 chanteuses noires américaines, « The three degrees »...
Entre 1974 et 1975, il part en tournée en Amérique latine, où sa chanson Je ne sais pas ton nom, qu'il ne voulait pas enregistrer, devient n°1 et obtient un disque d'or.
En 1977, Pierre Charby est candidat à la sélection du Concours Eurovision de la Chanson, avec le titre Chacun sa chanson d'amour. Malgré un score serré, il arrivera second, derrière Marie Myriam, qui remportera le concours.
De novembre 1979 à mai 1981, il part en tournée avec Les Platters, et effectue leur première partie. C'est l'un de ses plus grands rêves artistiques qui se réalise alors.
En 1982, il enregistre un album qui rappelle son plus grand tube, J'ai oublié You, dont Je reviens de loin, avec la participation amicale de Daniel Gélin, sur l'intro de la chanson.
En 1988, il retrouve le succès en étant le leader du groupe Le quart d'heure américain, avec une chanson phare, Au top des années 50, où il reprend des extraits de standards américains des années 1950.
En 1998, sort une compilation de 21 de ses plus belles chansons et, en 2009, une intégrale de 48 titres. Parallèlement, il continue les concerts et les galas dans toute la France.
En 2011, il enregistre un nouvel album de 16 chansons, Le cœur battant, contenant notamment une nouvelle version de son titre phare You, ainsi qu'une sublime reprise de She, de Charles Aznavour.
Entre 2013 et 2014, il participe à la tournée Âge Tendre, la tournée des idoles, saison 8, en compagnie, notamment, de Dave, Annie Cordy, Michel Orso, Michèle Torr, François Valéry, Hervé Vilard ou encore Herbert Léonard, Monty, Danyel Gérard, et présentée par Julien Lepers. En 2012 et 2014, il participe également aux Croisières de la tournée, avec 40 autres artistes. Il enchaîne également les concerts solo.
2013 : A l'issue de la Tournée Âge Tendre, il enregistre une chanson en hommage aux Français d'Algérie. C'est alors qu'il fait appel à son ami de toujours, Michel Dangain, pour composer la musique de cette chanson. Michel Dangain répond présent pour cette belle aventure et compose une musique dont le texte sera co-écrit par Nathalie Parisot (auteur, interprète) et Jean Paul Andry. Ce titre s'intitule Souviens-toi et sera chanté par un collectif d'artistes, tous Amis de Pierre Charby : Michel Dangain, Nathalie Parisot, Nadine Naquer, Bruno Estève, Alain Sebbah, Kennie Quest et Pierre Charby bien entendu.
Le 24 juillet 2018, il est victime d'un AVC, et entame une rééducation près d'Antibes.
Le 14 février 2021, il revient avec un nouvel album intitulé Magic Slows, hommage aux plus beaux slows des années 1950 américaines, et reprend le chemin des concerts dans toute la France.
Le 28 janvier 2023, il chante au théâtre La Comédia au Cannet (06) avec son fils Fred Charby en duo Can't help falling in love d'Elvis Presley et en duo Sang pour Sang de Johnny Hallyday et publie les vidéos de ces duos sur sa page Facebook Pierre Charby.
En novembre 2024, il publie ses mémoires sous le titre Mes anecdotes et belles rencontres from me to you!.

## Discographie

### Albums
- 1973 : 33 tours L'amour fou chez AMI Records comprenant :
  - Face A : L'amour fou - Il pleut il pleut - Oh Marie Maria - Bien sûr - Ciao l'amore - Même si tu m'aimes
  - Face B : You - Une fille comme ça - Amor, amor, amore - Mieux vaut se dire - Je suis à toi - Reste encore
- 1974 : Album 33 tours "Nous"  chez AMI Records (AMI 33 017).
- 1977 :  Pierre Charby "Ses plus belles chansons", compilation sortie en 1997 (Edenways Records) - 21 titres dont 4 nouveaux et inédits.
- 2007 :  Pierre Charby l'intégrale (1973-1977), double cd sorti en septembre 2007 (48 titres dont 12 inédits).
- 2011 :  Le cœur battant comprenant : Le cœur battant - Encore un peu - Elle - Un voile de mariée - L'histoire des autres - Meknès en mon cœur - Pour toi - You (nouvelle version) - She - Mai 68 - Dis-moi des choses folles - Ma seule romance - Vos rires et vos sanglots - Moi, je vous aime - Sur une île - I believe
- 2021 :  Magic Slows comprenant : Magic medley - My prayer - Only you - Smoke gets in your eyes - Crazy love - Blueberry hill - Love me tender - Unchained melody - Summertime - Smile - You are my destiny - My serenade - The great pretender - Twilight time - Magic medley - L'interview - Smoking white (LTO Music LTO20-001/1)[7]

### 45 tours
- 1972 : Oh Marie, Maria - Oh Marie, Maria (instrumental)
- 1973 : Je suis à toi - Amor Amor Amore
- 1973 : You - Une fille comme ça
- 1973 : L'amour fou - Il pleut, il pleut
- 1973 : Ce n'est qu'un au revoir my love - Mes petites fans chéries
- 1974 : You (version anglaise) - Oh Marie Maria
- 1974 : Nous - Bras dessus, bras dessous
- 1974 : Si tu entends ma mélodie - Love me baby
- 1975 : Oua ti oua di you - Quand l'amour viendra
- 1975 : Ainsi commence l'aventure - Avec toi
- 1975 : Je ne sais pas ton nom
- 1976 : C'est bon d'être deux - Pardon à tous ceux qui m'aiment
- 1977 : I believe in love - Dreams
- 1977 : Chacun sa chanson d'amour - Les vacances en France
- 1977 : Rêver l'été - Coup de cœur
- 1982 : J'ai oublié You - Je reviens de loin
- 1983 : Je veux m'en aller - Un cœur en acier
- 1987 : Au top des années 50 - Tous les jeunes (avec le Quart d'heure américain)

## Autobiographie
- 2024 : Mes anecdotes et belles rencontres from me to you! Editions Melis  (ISBN 978-2-35210-120-8)